# Giuliano Razzoli
Giuliano Razzoli (Castelnovo ne' Monti, 18. prosinca 1984.) je talijanski alpski skijaš, specijalist za slalom, i pobjednik zagrebačkog slaloma 2010. godine.

## Karijera
Godine 1999. počeo je sudjelovati na FIS utrkama. U Europskom kupu je nastupio tek nakon pet godina, zbog kroničnih bolova u leđima. Godine 2006. postaje talijanski prvak u slalomu. Prvu je utrku odvozio 18. prosinca 2006., na slalomu u Alta Badiji. Bodove je osvojio prvi puta s 24 mjestom u Kitzbuehelu. Prvi puta je na postolju završio u Zagrebu 6. siječnja 2009., kad je s visokim brojem 43 došao do trećeg mjesta. Točno godinu kasnije, pobjeđuje u istoj utrci, što je bila njegova prva pobjeda u svjetskom kupu. Drugi put pobijedio je godinu kasnije u Lenzerheideu. Na Olimpijskim igrama u Vancouveru osvojio je zlatnu medalju u slalomu.